# Banuelia Katesigwa
Banuelia Katesigwa (geboren als Banuelia Mrashani; Moshi, 14 november 1977) is een Tanzaniaanse langeafstandsloopster, die zich gespecialiseerd heeft in de halve marathon en de marathon.
Banuelia Katesigwa won in 2002 de vrouwenmarathon van Tokio in een PR van 2:24.59. Dat jaar werd ze ook tweede op de marathon van Turijn. In 2003 werd ze derde op de marathon van Parijs en in 2006 won ze de marathon van Madrid.
Ze kwalificeerde zich voor de olympische marathon op de Olympische Spelen van 2004, maar was in Athene genoodzaakt de strijd nog voor de finish te staken.

## Titels
- Tanzianaans kampioen 10.000 m - 2009

## Persoonlijke records
| Onderdeel      | Prestatie | Datum            | Plaats |
| -------------- | --------- | ---------------- | ------ |
| halve marathon | 1:10.55   | 1 april 2002     | Prato  |
| marathon       | 2:24.59   | 17 november 2002 | Tokio  |

## Palmares

### 5000 m
- 2002: 4e Tanzaniaans kamp. - 17.30,54
- 2006:  Tanzania Olympians Association - 17.18,60

### 10.000 m
- 2001:  Tanzaniaans kamp. - 35.32,44
- 2009:  Tanzaniaans kamp. - 33.41,5

### 5 km
- 2001:  Città di Pordenone -

### 10 km
- 2000:  Mount Meru New Year's Day in Arusha - 38.40
- 2001:  FILA Discovery Tanzania in Arusha - 33.38
- 2007:  Asics British London Run in Londen - 35.31
- 2007:  Admiral Swansea Bay - 35.05
- 2008: 5e Admiral Swansea Bay - 35.29

### 15 km
- 2010:  Dow Live Earth Run for Water in Dar Es Salaam - 55.09

### halve marathon
- 1998: 5e halve marathon van Prato - 1:17.05
- 2001:  halve marathon van Moshi - 1:19.15
- 2001:  halve marathon van Lissabon - 1:12.24
- 2001:  halve marathon van Ponte d'Adige - 1:11.57
- 2001:  halve marathon van Frangarto - 1:11.57
- 2002:  halve marathon van Prato - 1:10.55
- 2002:  halve marathon van Moshi - 1:16.07
- 2002:  halve marathon van Livigno - 1:21.03
- 2002:  halve marathon van Arezzo - 1:12.28
- 2003:  halve marathon van Parijs - 1:12.33
- 2004:  halve marathon van Tradate - 1:15.14
- 2007:  halve marathon van Plymouth - 1:18.27
- 2007:  halve marathon van Nottingham - 1:16.35
- 2008:  halve marathon van Plymouth - 1:18.32
- 2008:  halve marathon van Nottingham - 1:16.36
- 2009:  halve marathon van Dar es Salaam - 1:20.19

### 25 km
- 2006:  Impala to Ngurudoto Road Race - 1:26.28

### marathon
- 1996:  marathon van Arusha - 2:49.55
- 2000:  marathon van Arusha - 2:47.22
- 2001:  marathon van Dubai - 2:42.23
- 2001: 13e marathon van Pyongyang - 2:40.52
- 2001: 4e marathon van Milaan - 2:33.15
- 2002:  marathon van Turijn - 2:29.53
- 2002: 4e marathon van Sapporo - 2:35.57
- 2002:  marathon van Tokio - 2:24.59
- 2003:  marathon van Parijs - 2:29.13
- 2003: 49e WK in Parijs - 2:40.45
- 2004:  marathon van Arizona (Tempe) - 2:33.36
- 2004: DNF OS in Athene
- 2005: 4e marathon van Milaan - 2:38.50,4
- 2006:  marathon van Madrid - 2:34.54
- 2006: 8e marathon van Singapore - 2:48.26
- 2007: 10e marathon van Mumbai - 2:48.33
- 2007:  marathon van Moshi - 2:42.10
- 2007:  marathon van Inverness - 2:55.04
- 2007: 11e marathon van Singapore - 2:54.05
- 2008:  marathon van Moshi - 2:48.37
- 2008:  marathon van Inverness - 2:51.23
- 2008: 19e marathon van Singapore - 3:14.12
- 2009:  marathon van Kigali - 2:47.49
- 2010:  marathon van Kampala - 2:56.38
- 2011:  marathon van Moshi - 3:02.53
- 2011: 4e marathon van Kigali - 2:59.53
- 2011: 6e marathon van Kampala - 2:51.14
- 2012: 6e marathon van Kigali - 2:51.27
- 2013: 9e marathon van Kigali -
- 2014: 9e marathon van Moshi - 3:14.06
- 2015: 8e marathon van Kigali - 3:14.53

### veldlopen
- 2000:  Tanzaniaans kamp. in Arusha - 30.38
- 2001: 59e WK veldlopen in Oostende (lange afstand) - 31.39
- 2001: 63e WK veldlopen in Oostende (korte afstand) - 16.32
- 2006:  Tanzaniaans kamp. in Moshi - 33.18,91
- 2007:  Tanzaniaans kamp. in Moshi - 31.09,6